# Княгининський район
Княгининський район (рос. Княгининский район) — адміністративно-територіальна одиниця (район) та муніципальне утворення (муніципальний район) у східній частині Нижньогородської області Росії.
Адміністративний центр — місто Княгинино.

## Історія
Район було утворено 1944 року.

## Населення
| 1959    | 1970    | 1979    | 1989    | 2002    | 2008    | 2009    |
| ------- | ------- | ------- | ------- | ------- | ------- | ------- |
| 20 089  | ↘14 274 | ↘12 844 | ↘12 827 | ↘12 758 | ↘12 053 | ↘11 975 |
| 2010    | 2011    | 2012    | 2013    | 2014    | 2015    | 2016    |
| ↘11 922 | ↘11 880 | ↗12 173 | ↘12 052 | ↘11 950 | ↗11 999 | ↘11 933 |
| 2017    |         |         |         |         |         |         |
| ↘11 855 |         |         |         |         |         |         |